# Frente Popular Panruso
El Frente Popular Panruso (en ruso: Общероссийский народный фронт) es el frente popular fundado por el presidente del Gobierno de Rusia y presidente del partido Rusia Unida Vladímir Putin en mayo de 2011. El frente popular agrupa a Rusia Unida y otras formaciones políticas y sociales.

## Historia
En la reunión de Rusia Unida el 6 de mayo de 2011, Putin pidió la creación de un "frente popular amplio [de] fuerzas políticas afines" para participar en las elecciones a la Duma. Incluyó Rusia Unida y otros partidos políticos, asociaciones empresariales, sindicatos y organizaciones de jóvenes, mujeres y veteranos. Afirmó que la lista del partido de Rusia Unida incluiría candidatos no pertenecientes al partido nominados por estas organizaciones.[cita requerida]
Se estableció un sitio web que involucra a la sede, las sucursales regionales y el liderazgo. El Frente instó a las personas y grupos que se preocupan por el "destino" y la "victoria" de Rusia y quieren tener "acceso a la participación en el poder" para completar una solicitud en el sitio web. Los asesores de Putin han declarado que él es el "jefe informal" del frente popular, pero el viceprimer ministro y jefe de personal del gobierno, Vyacheslav Volodin, fue nombrado jefe del cuartel general del frente popular.[cita requerida]
En abril de 2011, en una reunión con el Consejo de Coordinación del Frente Popular, Putin dijo que las actividades del frente continuarían después de la temporada de elecciones. En la misma reunión, Putin también dijo que Rusia debería garantizar que el parlamento siga siendo una fuerza política líder. Para mayo de 2011, cientos de empresas habían alistado a sus fuerzas laborales en la organización, incluidas alrededor de 40,000 de Siberian Business Union.
El 12 de junio de 2013, el movimiento convocó su congreso inaugural y eligió a Putin como su líder. El congreso también eligió al personal central del frente: el director de cine Stanislav Govorujin, Delovaya Rossiya, el copresidente Alexander Galushka y la miembro de la Duma Estatal Olga Timofeyeva.
Según la Carta, el objetivo del Frente es "promover la unidad y la solidaridad civil en nombre del éxito histórico de Rusia"; el desarrollo del país como un estado libre, fuerte y soberano con una economía robusta; rápido crecimiento económico; y confianza en la familia. En la lista de fundadores de la ONF había 480 personas, incluidos activistas sindicales, trabajadores, científicos, trabajadores de la cultura, atletas, hombres de negocios, trabajadores agrícolas y médicos y políticos.
El 4 de diciembre de 2013, se celebró la conferencia del Frente. La conferencia, que se desarrolló hasta el 6 de diciembre, discutió el proceso de implementación de reformas en salud, economía, servicios comunitarios, educación y cultura. La reunión celebró numerosas mesas redondas sobre los llamados "decretos de mayo" del presidente y abordó temas de la agenda interna.
En enero de 2014, el Frente registró su primera oficina regional en la ciudad de Lipetsk, ubicada a unos 440 kilómetros al sur de Moscú, con el Ministerio de Justicia de Rusia.

## Miembros

### Partidos políticos
- Rusia Unida[17]
- Guardia Joven de Rusia Unida (rama juvenil del partido Rusia Unida)
- Rusia Justa[18][19][20]
- Partido del Crecimiento[21]
- Rodina[17]
- Gente Nueva[22]
- Movimiento de Liberación Nacional[23]
- Partido Socialista Progresista de Ucrania[24]

### Organizaciones[25]
- Federación de Sindicatos Independientes de Rusia
- Unión Rusa de Industriales y Empresarios
- Unión Empresarial de Siberia
- Movimiento Civil-Patriótico Público de toda Rusia
- Unión de Pensionistas de Rusia
- Unión de Trabajadores del Transporte de Rusia
- Unión de Mujeres de Rusia
- Apoyo de Rusia

## Análisis
Según el periodista Steve Rosenberg en un artículo para la BBC, la ONF puede reemplazar a Rusia Unida, que fue la razón probable de su establecimiento.